# اچ‌ام‌ان‌زداس کانتربوری (اف۴۲۱)
اچ‌ام‌ان‌زداس کانتربوری (اف۴۲۱) (به انگلیسی: HMNZS Canterbury (F421)) یک کشتی بود که طول آن ۱۱۳٫۴ متر (۳۷۲ فوت) بود. این کشتی در سال ۱۹۷۰ ساخته شد.